# Агафонов, Никита Викторович
Никита Викторович Агафонов (род. 11 января 1985, Москва) — российский музыкант, саксофонист, кларнетист, импровизатор. Солист ансамбля современной музыки «Студия новой музыки» при Московской государственной консерватории им. П. И. Чайковского. Руководитель Московского Джаз бенда.

## Биография
Никита Агафонов — саксофонист, кларнетист, импровизатор, автор собственных композиций. Исполняет джазовую, современную академическую и классическую музыку. С 2007 года является солистом ансамбля современной музыки «Студия новой музыки» при Московской государственной консерватории им. П. И. Чайковского.
Тесно сотрудничает с композиторами современной академической музыки, такими как Владимир Тарнопольский, Юрий Каспаров, Николай Попов, Олег Пайбердин, Александр Розенблат.
В 12 лет в качестве солиста выступил на сцене Большого зала Московской консерватории им. П. И. Чайковского, после чего стал стипендиатом Международного благотворительного фонда Владимира Спивакова и был приглашен на концерты в России и гастрольный туры в Европе и США.
В 1999 году Никита выступил на 11-м Международном музыкальном фестивале во французском городе Кальмаре, организатором которого является Владимир Спиваков. В качестве артистического директора фестиваля Спиваков преподнес в дар юному талантливому музыканту Никите Агафонову кларнет фирмы «Буфе».
Также Никита Агафонов стал стипендиатом фонда «Русское исполнительское искусство» и получил специальный приз на международном конкурсе «Concertino Praga».
В 2000 году Никита Агафонов выступил в концертном зале Парижского дворца конгрессов во время первого визита президента РФ Владимира Путина во Францию.
В период с 2001 по 2005 годы Никита Агафонов записал ряд сольных классических произведений для кларнета и фортепиано, которые были изданы на американском лейбле Classical Archives: Рапсодия Клода Дебюсси, Хабанера Мориса Равеля, «Интродукция и рондо» Шарля-Мари Видора, Три пьесы соло для кларнета Игоря Стравинского, Полет шмеля из Оперы «Сказка о царе Салатне» Николая Римского-Корсакова, Фантазия на темы из оперы Ж. Бизе «Кармен» и Концертная Фантазия на темы Н. Римского Корсакова Александра Розенблата.
В 2003 году закончил обучение в Центральной музыкальной школе при МГК им. П. И. Чайковского и в этом же году поступил в Московскую государственную консерваторию им. П. И. Чайковского и там же в 2010 году закончил ассистентуру-стажировку по направлению «современная музыка».
В период с 2012 по 2017 годы Никита Агафонов в качестве продюсера и художественного руководителя проекта «Звезды Jazz’a» организовал концерты афро-американских джазовых вокалистов Джейми Дэвиса, джазовой певицы Ники Харис и Биг-бенда Георгия Гараняна в Большом зале Московской консерватории им. П. И. Чайковского, также организовал приезд и концерты европейской джаз-фьюжн группы Mezzoforte и квартета шведского джазового музыканта Нильса Ландгрена в Московском международном Доме музыки.
В декабре 2020 года Никита записал и выпустил EP-альбом «Jazz Tribute to Sting» в составе джазового квартета.
Никита Агафонов гастролировал в Берлине, Париже, Праге, Венеции, а также в других городах Европы, Нью-Йорке, Бостоне, Сан-Франциско и во многих городах России.

## Образование
Центральная музыкальная школа при Московской государственной консерватории имени П. И. Чайковского, Московская государственная консерватория имени П. И. Чайковского